# Karczag György (zenei író)
Karczag György (Budapest, Erzsébetváros, 1915. március 3. – Münster (NSZK) 1980. október 23.) magyar zenei író, az Ifjú Zenebarát főszerkesztője.

## Életpályája
Budapesten született Karczag (Klein) Jakab magánhivatalnok és Eisler Erzsébet gyermekeként. 1939-ben házasságot kötött Budapest XI. kerületében Deutsch Artúr és Weissberger Terézia lányával, Máriával. 1933-tól 1949-ig magántisztviselőként dolgozott. 1949 és 1977 között, nyugállományba vonulásáig, ő volt a Magyar Zeneművészek Szövetségének a gazdasági igazgatója. 1962 és 1980 között ő volt a főszerkesztője az Ifjú Zenebarát című folyóiratnak. Sokat tett a fiatalok zenei neveléséért. 1965 és 1977 között a FIJM (Fédération Internationale des Jeunesses Musicales) több nemzetközi bizottságának tagjaként a magyar zenei nevelés módszereiről tartott előadásokat a II. Berlini biennálén, továbbá  az Ifjú Zenebarátok magyarországi szervezetének vezető tagja volt. 1977 és 1980 között ő volt  a Kodály Zoltán Társaság titkára.

## Emlékezete
Sírja a Farkasréti temetőben található.